# Buteri
Buteri ist ein osttimoresischer Vorort von Bobonaro, im Suco Bobonaro (Verwaltungsamt Bobonaro, Gemeinde Bobonaro). Das Dorf liegt im Nordosten der Aldeia Lactil, in einer Meereshöhe von 786 m. Nordwestlich schließt sich Bobonaro an, der Hauptort des Verwaltungsamtes. Das Verwaltungszentrum mit dem Sitz des Verwaltungsamtes, des Sucos und das Schulzentrum liegen in direkter Nachbarschaft von Buteri. Eine Straße führt nach Südosten in das Dorf Mautaloh.